# Kuomintang
Die Kuomintang Chinas (KMT; chinesisch 中國國民黨, Pinyin Zhōngguó Guómíndǎng, W.-G. Chungkuo Kuomintang – „Nationale Volkspartei Chinas“), nach den Mitgliedern oft als Nationalchinesen bezeichnet, ist heute eine Partei der Republik China auf Taiwan. Sie begründete 1912 die erste chinesische Republik, errang 1927 die Herrschaft über das chinesische Festland, musste sich aber nach dem verlorenen Bürgerkrieg 1949 gegen die Kommunistische Partei nach Taiwan zurückziehen, wo sie die Republik China formell fortführte und bis 1990 weitgehend autoritär regierte. Heute ist sie ein Teil des demokratischen Mehrparteiensystems auf Taiwan und gilt als eine Partei, die der Annäherung zur Volksrepublik China eher offen gegenübersteht. Sie setzt sich für die Ein-China-Politik ein.
Bekannte Führer der KMT waren Sun Yat-sen, Chiang Kai-shek, Chiang Ching-kuo, Lee Teng-hui, Lien Chan und Ma Ying-Jeou.

## Geschichte

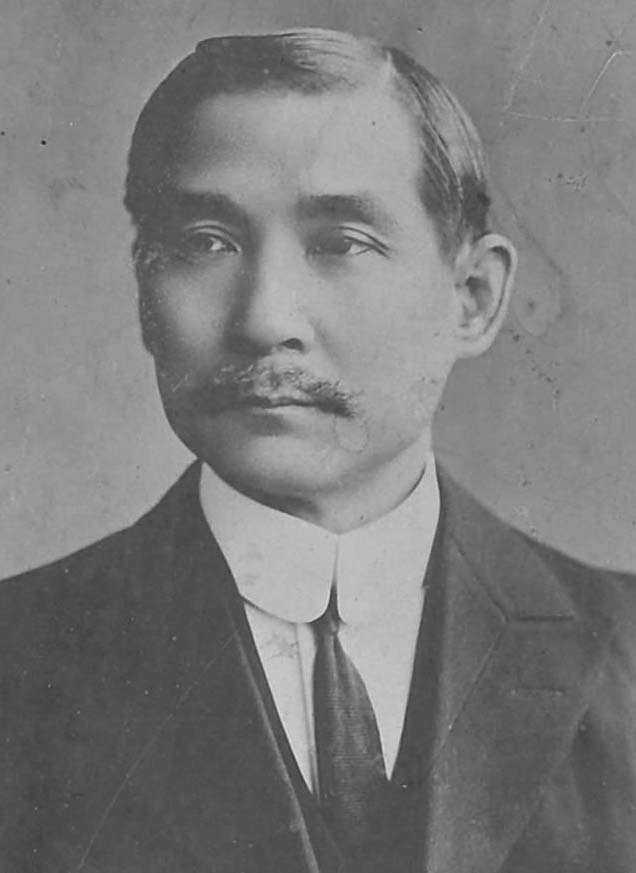
Sun Yat-sen (1911)

| Nr. | Datum                  | Tagungsort |
| --- | ---------------------- | ---------- |
| 1   | 20.–30. Jan. 1924      | Guangzhou  |
| 2   | 1.–19. Jan. 1926       | Guangzhou  |
| 3   | 15.–28. März 1929      | Nanjing    |
| 4   | 12.–23. Nov. 1931      | Nanjing    |
| 5   | 12.–23. Nov. 1935      | Nanjing    |
| 6   | 5.–21. Mai 1945        | Chongqing  |
| 7   | 10.–20. Okt. 1952      | Taipeh     |
| 8   | 12.–22. Nov. 1963      | Taipeh     |
| 9   | 23. März–9. April 1969 | Taipeh     |
| 10  | 11.–18. Nov. 1976      | Taipeh     |
| 11  | 11.–18. Nov. 1976      | Taipeh     |
| 12  | 29. März—5. April 1981 | Taipeh     |
| 13  | 7.–13. Juli 1988       | Taipeh     |
| 14  | 16.–22. Aug. 1993      | Taipeh     |
| 15  | 25.–28. Aug. 1997      | Taipeh     |
| 16  | 29.–30. Juli 2001      | Taipeh     |
| 17  | 19.–20. Aug. 2005      | Taipeh     |
| 18  | 17. Okt. 2009          | Taichung   |
| 19  | 10. Nov. 2013          | Taichung   |
| 20  | 20. Aug. 2017          | Taipeh     |
| 21  | 30. Okt. 2021          | Taipeh     |

### Von der Gründung bis zum Jahr 1949
Sun Yat-sen reiste aus dem Kaiserreich China nach Hawaii, wo er Auslandschinesen davon überzeugte, sich der Xingzhonghui (Gesellschaft für die Erneuerung Chinas) anzuschließen, einer revolutionären Organisation, deren Ziel es war, die Mandschu-Regierung zu stürzen, um China zu reformieren.
Zu Beginn des 20. Jahrhunderts organisierte sich die Partei mehrfach um. 1905 fusionierte die Xingzhonghui mit mehreren Revolutionsgruppen, wie zum Beispiel der Huaxinghui und der Guangfuhui, und schloss sich als Tongmenghui in Tokio zusammen. Sun Yat-sens Partei fusionierte mehrfach mit verschiedenen anderen politischen Parteien, sodass er am 12. Augustjul. / 25. August 1912greg. in Peking die Kuomintang gründete. Nach der Xinhai-Revolution und der Gründung der Republik China 1912 gewannen die chinesischen Nationalisten (unter ihnen die Kuomintang) die große Mehrheit in der Nationalversammlung. Die Republik stabilisierte sich jedoch nicht und Präsident Yuan Shikai löste das Parlament auf und ließ die Kuomintang verbieten.

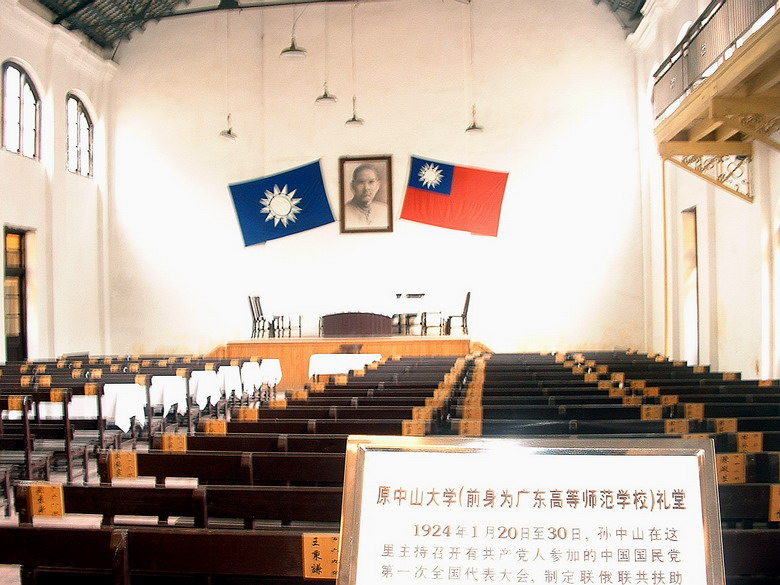
Ort des ersten KMT-Nationalkongresses in Guangzhou 1924

Im Juli 1914 organisierte sich die KMT in Tokio im Exil als Revolutionäre Partei Chinas (中華革命黨,  Zhōnghuá gémìng dǎng) neu, war allerdings von mehreren Spaltungen betroffen. Am 10. Oktober 1919 restrukturierte sich die Partei in der französischen Konzession in Shanghai als Kuomintang Chinas (中國國民黨,  Zhōngguó guómíndǎng – „Nationalistische Partei Chinas“). Vom 20. bis 30. Januar 1924 fand der erste Nationalkongress in Kanton (Guangzhou) statt.
Wichtig für das historische Verständnis der Kuomintang ist, dass in ihr ein breites Spektrum politischer Meinungen vertreten war, da sie anfangs die einzige Partei war und man, wenn man Politik betreiben wollte, keine andere Wahl hatte, als der Kuomintang beizutreten. Später gab es nur die Alternative zwischen der Kuomintang und der Kommunistischen Partei Chinas (KPCh). Sun Yat-sen hatte ein Bündnis mit der Kommunistischen Partei unterstützt, während Chiang Kai-shek, nach Suns Tod dessen Nachfolger in der Parteiführung, eine Zusammenarbeit ablehnte.
1924 bildete die KMT mit der 1921 in Shanghai gegründeten KPCh unter Einfluss der Komintern die erste Einheitsfront. Trotz unterschiedlicher ideologischer Auffassungen strebten beide Gruppierungen die Befreiung vom imperialistischen Druck Japans und der westlichen Mächte und die Befreiung Chinas von den Warlords und damit die Wiederherstellung der nationalen Einheit an. Die Partnerschaft zwischen den Kommunisten und der KMT wurde aber durch Chiang Kai-shek beendet. Am 30. Mai 1927 gab Chiang nach der Eroberung von Shanghai den Befehl, Kommunisten und bewaffnete Gewerkschafter mit Waffengewalt zu bekämpfen. 145 Aufständische fanden dabei den Tod. Die Kuomintang kündigte am 15. Juli 1927 das bestehende Bündnis mit den Kommunisten unter Mao Zedong formell auf. Damit kam es zwischen beiden Gruppierungen zum Bürgerkrieg um die Macht im Staat.

#### Flügelkämpfe
Ende der 1920er gab es folgende Fraktionen:
- „Linke“ um Wang Jingwei mit moderatem Programm der Landreform
- „Gruppe der Militärs“ um Chiang Kai-shek
- „Rechte“ mit drei Untergruppen:
  - „alte Genossen,“ mit Cai Yuanpei, Wu Zhihui (alias Wu Jingheng), Li Shizeng u. a. Um diese Gruppe bei der Stange zu halten, erhielten die Witwe und der Sohn Sun Yat-sen's, Song Qingling und Sun Ke, hohe Posten, die wenig Macht mit sich brachten.
  - „Guangxi-Generale,“ die radikalen Anti-Kommunisten, die 1927 für das Massaker von Shanghai verantwortlich waren; an der Spitze Li Zongren, Li Jishen, Bai Chongxi. Man war auch für stärkere Provinzautonomie.
  - Ultrakonservative „Westberggruppe,“ mit eigener Parteizelle in Shanghai seit Dezember 1925, sozialpolitisch konservativ, ab 1927 zeitweise wieder im rechten Mainstream bildeten die Anhänger im Mai bis Oktober 1930 eine Gegenregierung in Peking, bei deren gewaltsamer Vernichtung rund einhunderttausend Menschen starben.

Nach dem Nordfeldzug, der für knapp drei Jahre zur landesweiten Dominanz führte – nun war die KMT de facto Einheits- und Staatspartei – kam es zu Abspaltungen der Unzufriedenen, die um Wang Jingwei und Sun Ke mit Unterstützung der Guangxi-Generale in Kanton eine Regierung bildeten. Diese auch bewaffnet bekämpfte Fraktion trat nach zähen Verhandlungen Ende September 1937 der Einheitsfront bei, die nach dem Zwischenfall an der Marco-Polo-Brücke sinnvoll wurde. Es dominierte, verstärkt ab 1937, der militärische Flügel um Chiang Kai-shek, getragen von der Soong-Sippe, von denen Premier T. V. Soong ein Exponent war, und Shanghaier Kapitalinteressen.
Nach dem Rückzug nach Chongqing gewannen die radikalen Nationalisten, gestützt auf den Geheimdienstapparat der Dai-Brüder, unter der Leitung des „Himmler Chinas“ Dai Li die Kontrolle von Staat und Partei.

Führende Köpfe der KMT in den 1930ern
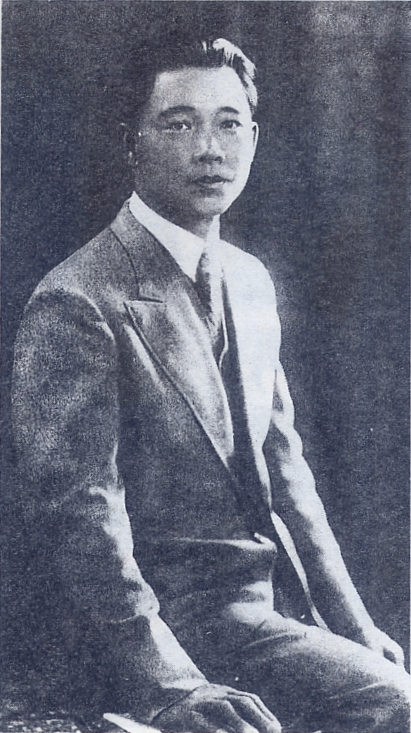
Wang Jingwei (1930)
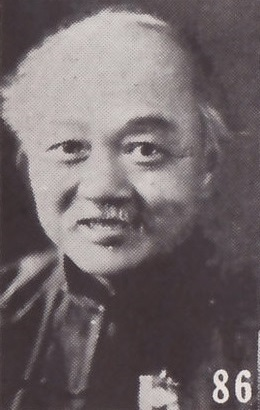
Wu Zhihui (vor 1941)
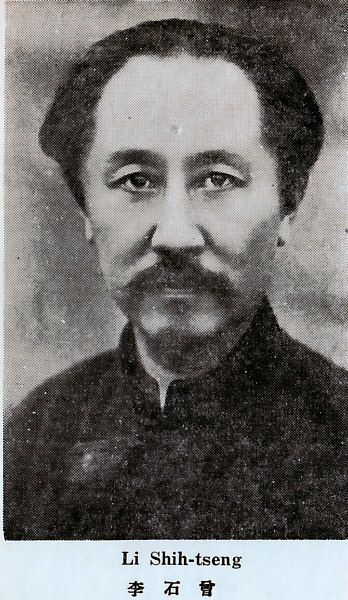
Li Shizeng (ca. 1930)
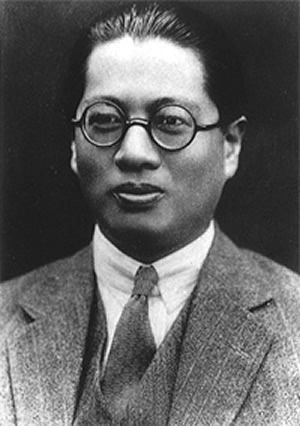
T. V. Soong (ca. 1935)
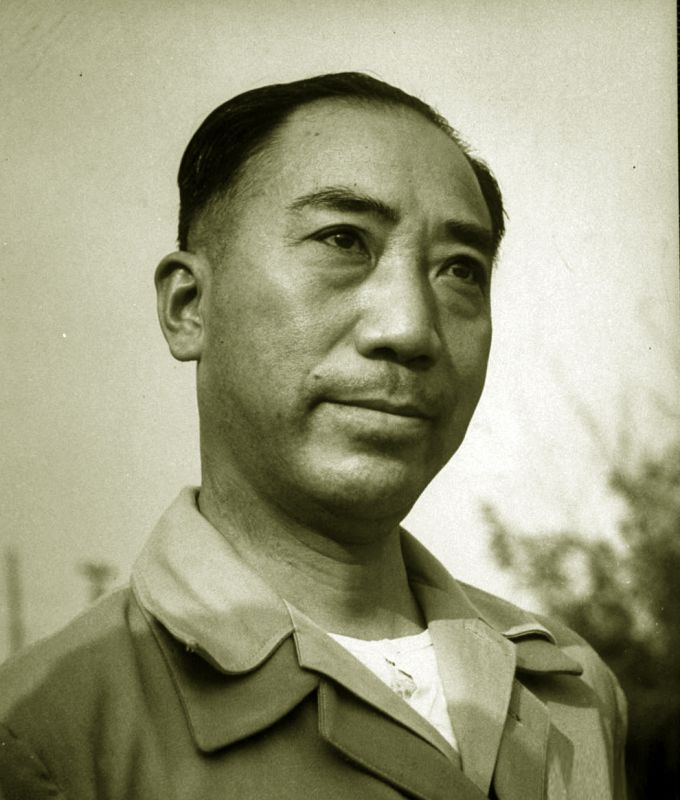
Tai Li (1940er)
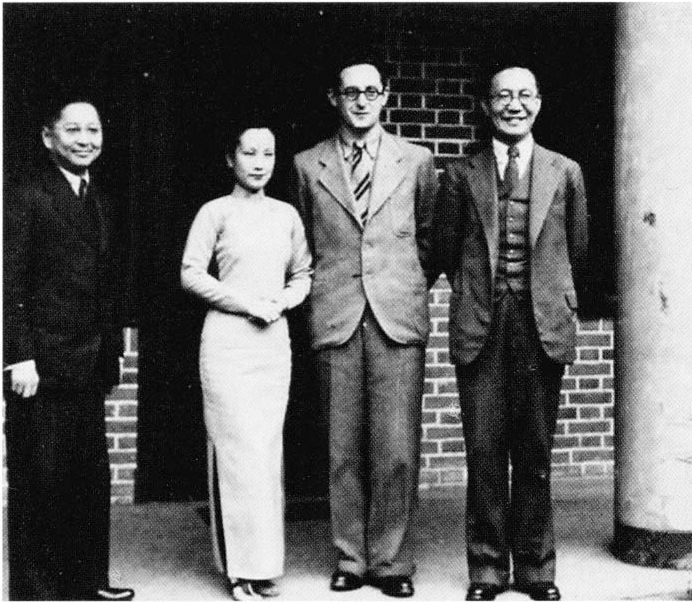
Sun Ke (re.) und Ling Bin

#### Kampf gegen politische Gegner

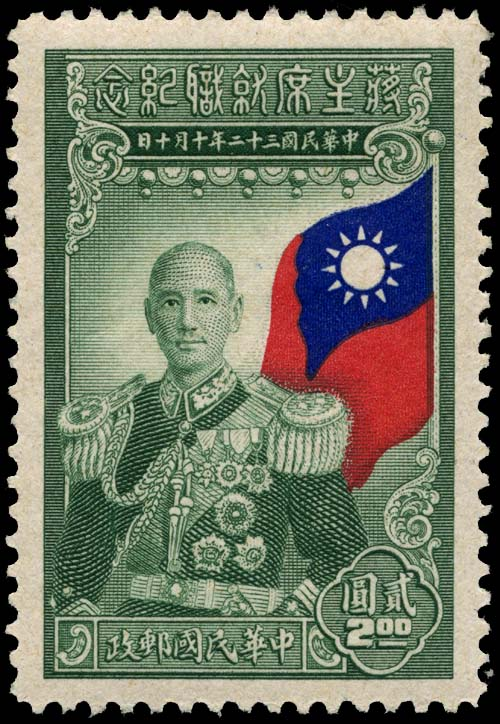
Chiang Kai-shek mit der Flagge der Republik China (1945)

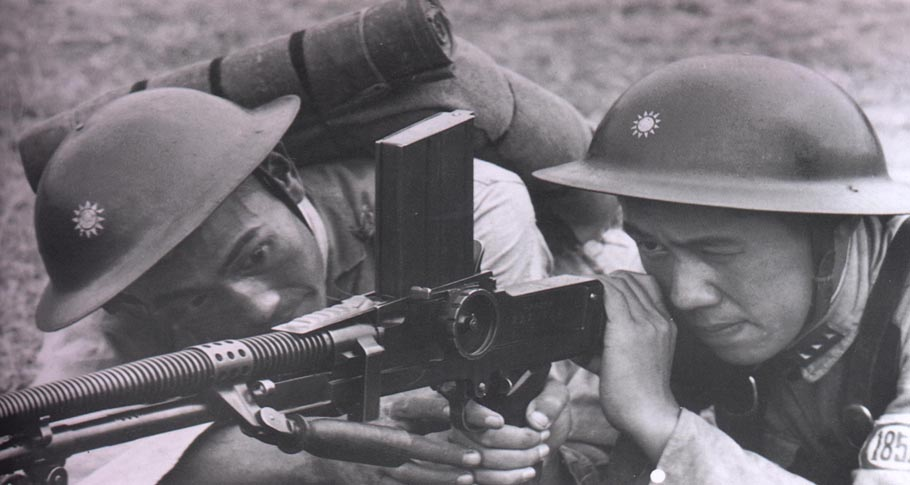
MG-Truppen der Kuomintang im Zweiten Japanisch-Chinesischen Krieg

Die KPCh zog sich in die Berge der südchinesischen Provinz Jiangxi zurück und gründete dort die 1929 bis 1934 bestehende Chinesische Sowjetrepublik. Chiang Kai-shek versuchte während der sogenannten Einkreisungsfeldzüge, die Kommunisten zu besiegen, worauf diese gezwungen waren, zu fliehen und ihre heroisch als Langer Marsch verklärte Verlegung in das nördlich gelegene Yan’an (Provinz Shaanxi) unternahmen. Währenddessen herrschte die KMT diktatorisch über die von ihr kontrollierten Teile Chinas. Nach Beginn des Zweiten Japanisch-Chinesischen Krieges 1937 musste Chiang Kai-shek seine militärischen Kräfte auf die Abwehr der japanischen Armee konzentrieren und gab vorübergehend den Kampf gegen die Kommunisten auf. Unter dem Druck der Sowjetunion und seiner eigenen Truppen bildete Chiang schließlich abermals ein Bündnis mit der Kommunistischen Partei (Zweite Einheitsfront). In den ersten Jahren des Chinesisch-Japanischen Krieges erwies sich das Bündnis zwischen KMT und KPCh als tragfähig. Anfang 1941 brach jedoch der Bürgerkrieg zwischen den beiden Parteien erneut aus. Mit dem Eintritt der USA in den Zweiten Weltkrieg erhielt die KMT als Regierungspartei die Anerkennung und Unterstützung der Alliierten. Die KPCh erlangte erst 1948 wieder Geld- und Waffenlieferungen der Sowjetunion auf Kredit.
Die KMT war de facto Einheitspartei in dem von ihr beherrschten Teilstaat. Studentenproteste in der Hauptstadt und besonders Kunming wurden durch die Schergen Tai Lis und seines Bruders mit großer Brutalität und zahlreichen Toten unterdrückt. Nach dem Ende des Zweiten Weltkrieges ging der Bürgerkrieg zwischen der KPCh und der KMT weiter. Die KMT hatte inzwischen den Rückhalt in großen Teilen der Bevölkerung verloren, was einerseits durch das zögerliche Vorgehen gegen die Japaner, andererseits durch das undisziplinierte Verhalten der Soldaten der KMT, die ausgeprägte Korruption und die vermeintliche Ausrichtung der KMT an den Interessen der Großindustriellen seit Chiang Kai-sheks Machtübernahme bedingt war. Kuomintang-Anhänger führen hingegen an, dass die von der KMT kontrollierte Armee die tatsächliche Hauptlast des Krieges gegen Japan getragen und die KP ihre Kräfte und Waffenvorräte indes für die Revolution geschont habe.

#### Vertreibung vom Festland
Als die neue Verfassung 1946 in Kraft trat, sprach die Kommunistische Partei Chinas von ihrer Bereitschaft, am demokratischen Aufbau des Landes mitzuwirken, radikalisierte jedoch die Demokratische Liga und nahm mit dieser nicht an den Wahlen für die Nationalversammlung und den Legislativ-Yuan im Jahr 1947 teil. Trotz kommunistischer Einschüchterung mancherorts gingen etwa 250 Millionen Wahlberechtigte zu den Urnen. Bei dieser Wahl wurde die Kuomintang nach einer großen Zahl unabhängiger Kandidaten nur zweite Kraft in der Nationalversammlung. Die Sozialdemokraten und die Jungchina-Partei kamen zusammen auf rund zehn Prozent der Sitze. Die Nationalversammlung beschloss als erste Maßnahme ein Gesetz zur Bekämpfung der „kommunistischen Rebellion“, das bis 1991 in Kraft war und demokratische Entwicklungen in Taiwan behinderte.

### Geschichte seit 1949

Die Parteiflagge der Kuomintang ist heute noch auf der Nationalflagge des Landes abgebildet

Die von der Kuomintang beanspruchten Grenzen der Republik China; darunter auch die heutige Mongolei und Teile Russlands

Nach der Machtübernahme durch die Kommunisten Mao Zedongs und der Gründung der Volksrepublik China 1949 flohen Millionen Anhänger der Kuomintang auf die Insel und Provinz Taiwan und erhielten dort ihre Regierung und alle weiteren Organe der Republik China provisorisch aufrecht. Die Parlamentsabgeordneten sollten entsprechend dem Alleinvertretungsanspruch alle Provinzen Chinas vertreten. Die Provinzen, in denen freie Wahlen nicht möglich waren, sollten so lange von den letzten (mehr oder weniger) frei gewählten Abgeordneten vertreten werden, bis wieder freie Wahlen möglich wären („Langes Parlament“). Diese Konstruktion führte dazu, dass bis 1992 die Taiwaner bei Wahlen immer nur die wenigen Abgeordneten der Provinz Taiwan neu wählen konnten. Die große Mehrheit der Parlamentssitze für die Festlandprovinzen dagegen wurden sozusagen „eingefroren“ und von den Abgeordneten der Kuomintang eingenommen, die in der letzten gesamtchinesischen Wahl 1947 gewählt worden und 1949 nach Taiwan geflohen waren.
| Wahl- jahr | Stimmen- anteil | Parlaments- sitze |
| ---------- | --------------- | ----------------- |
| 1992       | 53,0 %          | 95/161            |
| 1995       | 46,1 %          | 85/164            |
| 1998       | 46,4 %          | 123/225           |
| 2001       | 28,6 %          | 68/225            |
| 2004       | 32,8 %          | 114/225           |
| 2008       | 51,2 %          | 82/113            |
| 2012       | 44,6 %          | 67/113            |
| 2016       | 26,9 %          | 35/113            |
| 2020       | 33,4 %          | 38/113            |
| 2024       | 34,6 %          | 52/113            |

Wegen des bis 1987 geltenden Kriegsrechts und dieser Wahlbestimmung war Taiwan de facto keine Demokratie, sondern eine Einparteien-Diktatur der Kuomintang. Sie etablierte ihre Anhänger – eingewanderte Festlandchinesen – als Elite. Diese standen über den einheimischen Taiwanern. Zum Beispiel war die einzige offizielle Sprache Hochchinesisch, wohingegen die einheimischen Sprachen unterdrückt wurden. Die Spannungen führten zu dem Zwischenfall vom 28. Februar 1947, in dessen Folge es zu Zusammenstößen zwischen der Armee und Taiwanern sowie zu Massakern kam. Eine formale Entschuldigung seitens der Kuomintang oder ihrer Vertreter bleibt bis dato aus.
Nach der zunehmenden wirtschaftlichen Transformation der Volksrepublik China nach kapitalistischen Grundsätzen und dem späteren Zerfall der Sowjetunion kam es in den 1980/1990er Jahren auch in der Republik China zu einer Liberalisierung. Der 14. Parteitag der KMT im August 1993 beschloss grundlegende Reformen, unter anderem die geheime Wahl des Parteivorsitzenden und eine deutliche Einschränkung seiner Machtbefugnisse.
Die Nationalversammlung wurde erstmals von allen Taiwanern in allgemeinen, freien und gleichen Wahlen gewählt und die Direktwahl des Präsidenten ab 1996 eingeführt. Neben der Kuomintang durfte erstmals auch die oppositionelle Demokratische Fortschrittspartei (DPP) antreten, die sich für die Unabhängigkeit Taiwans ausspricht (während die Kuomintang am Fernziel einer Wiedervereinigung der beiden chinesischen Staaten durch Verhandlungen mit der Regierung in Peking festhält) und von 2000 bis 2008 die Regierung und den Staatspräsidenten stellte.
Im Januar 2008 erreichte die Kuomintang bei der Parlamentswahl eine starke Mehrheit von 71,7 % der Sitze. Im März desselben Jahres wurde ihr Kandidat Ma Ying-jeou zum Staatspräsidenten gewählt. Ma, der am 17. Oktober 2009 erneut das Amt des Parteivorsitzenden übernahm, verfolgte seitdem eine Annäherungspolitik mit der Volksrepublik China. In bilateralen Treffen mit Vertretern Chinas musste er auf die Anrede als „Präsident der Republik China“ verzichten, da die Volksrepublik ihn nicht als Staatschef anerkannte. Die Kuomintang konnte trotz Verlusten ihre absolute Mehrheit im Legislativ-Yuan bei der Wahl 2012 mit 56,6 % der Sitze behaupten und ihr Spitzenkandidat Ma wurde bei der Präsidentenwahl 2012 wiedergewählt.
Während der zweiten Amtszeit Mas unterlag die Kuomintang einem stetigen Popularitätsverlust, der zu deutlichen Niederlagen bei den taiwanischen Kommunalwahlen 2014 führte, worauf Ma Ying-jeou am 3. Dezember seinen Rücktritt vom Amt des Parteivorsitzenden erklärte. Das Zentralkomitee der Partei ernannte am selben Tag den bisherigen stellvertretenden Vorsitzenden Wu Den-yih zum geschäftsführenden Vorsitzenden. Bei der Neuwahl durch die Parteibasis am 17. Januar 2015 wurde der amtierende Bürgermeister von Neu-Taipeh Eric Chu zum neuen Vorsitzenden gewählt.
Am 19. Juli 2015 wählte die KMT auf ihrem Parteikongress die 67-jährige bisherige stellvertretende Parlamentssprecherin Hung Hsiu-chu zur Spitzenkandidatin der KMT bei der kommenden Präsidentenwahl im Jahr 2016. Doch nur wenige Monate später wurde Hung infolge fortwährend schlechter Umfragewerte und starker parteiinterner Kritik am 17. Oktober 2015 auf einem Sonderparteitag als Kandidatin der Kuomintang abgesetzt und durch den Parteivorsitzenden Eric Chu ersetzt. Bei der Präsidentenwahl am 16. Januar 2016 erreichte Chu 31,04 % der Stimmen und musste sich damit Tsai Ing-wen, der Kandidatin der Oppositionspartei DPP (56,12 %), geschlagen geben. Noch am selben Abend verkündete Chu seinen sofortigen Rücktritt vom Amt des Parteivorsitzenden. Bei der erforderlichen Neuwahl des Parteivorsitzes setzte sich am 26. März 2016 Hung Hsiu-chu mit 56,16 % der Stimmen gegen die geschäftsführende Vorsitzende Huang Hui-min (33,02 %) durch. Bei der turnusmäßigen Wahl des Parteivorsitzenden am 20. Mai 2017 wurde Wu Den-yih von der Parteibasis mit 52,24 % der Stimmen zum neuen Vorsitzenden gewählt und trat das Amt nach dem Parteitag am 20. August 2017 an. Nach der deutlichen Niederlage der Kuomintang bei der Präsidentenwahl und der Wahl des Legislativ-Yuans am 11. Januar 2020 legte Wu am 15. Januar das Amt des Parteivorsitzenden nieder.

## Kuomintang in Birma
Einige der in Yunnan geschlagenen KMT-Truppen flohen 1949 nach Birma, wo sie mit Unterstützung der CIA zunächst einen Guerillakrieg führten, sich dann jedoch auf die Kontrolle des Opiumanbaus konzentrierten. Die Einheiten wurden von der Regierung in Taiwan unterstützt, bis sie sich 1973 offiziell auflösten. 80.000 Yunnan-Chinesen wurden ab 1962 als Flüchtlinge in Nordthailand angesiedelt.

## Kuomintang in der Volksrepublik
Eine kleine Gruppe linksgerichteter Parteimitglieder um Sun Yat-sens Witwe Song Qingling spaltete sich 1948 als Revolutionäres Komitee der Kuomintang ab. Sie verblieb auf dem chinesischen Festland und arbeitete mit der Kommunistischen Partei Chinas zusammen, sodass sie sich ihr schließlich unterordnete. Heute spielt sie als eine der sogenannten „Acht demokratischen Parteien und Gruppen“ nur noch eine bedeutungslose Rolle als Blockpartei.